# Maurício Requião
Maurício Requião de Mello e Silva (Curitiba, 19 de setembro de 1954) é um psicólogo, professor e político brasileiro filiado ao Partido dos Trabalhadores  (PT).

## Biografia
Filho de Wallace Thadeu de Mello e Silva e Lucy Requião de Mello e Silva, é irmão do também político Roberto Requião e tio do deputado Requião Filho. Formou-se em psicologia pela Universidade Federal do Paraná (UFPR), onde também foi professor.
Graduado em Psicologia, com especialização em Psicologia Social pela Pontifícia Universidade Católica de São Paulo – PUCSP e Mestrado em tecnologias aplicadas à educação pela Universidade Federal do Paraná - UFPR. Foi professor de Ensino Médio e Superior em Curitiba, Uberlândia e São Paulo. Aposentou-se, em 2021, como Professor Adjunto do Departamento de Psicologia da UFPR.
Na Administração Pública, ocupou a Coordenadoria de Programas e a Secretaria das Administrações Regionais, na Prefeitura de Curitiba..
Em âmbito estadual, foi Presidente da Fundação de Desenvolvimento Educacional do Paraná - FUNDEPAR e Secretario Estadual de Educação do Paraná. 
Cumpriu mandato como Deputado Federal, pela legenda do PMDB-PR, ocupando a vice-presidência da Comissão de Educação da Câmara Federal. 
Na Binacional Itaipu, exerceu o cargo de Conselheiro do Conselho de Administração.
Na Administração Pública, ocupou a Coordenadoria de Programas e a Secretaria das Administrações Regionais, na Prefeitura de Curitiba. 
Em 2008, assumiu uma vaga de Conselheiro do Tribunal de Contas do Paraná por indicação do Poder Legislativo. Afastado da função, por decisão declarada ilegal pelo Supremo Tribunal de Justiça -STJ, voltou a exercer suas funções, após 13 anos.
Atualmente é Conselheiro do Tribunal de Contas do Paraná.